# Martin Faber
Martin Hermann Faber, auch Marten Herman bzw. Harmens, Martinus Hermannus, (* um 1587; † 13. April 1648 in Emden) war Architekt, Maler, Kartograf und Ratsherr der Stadt Emden in Ostfriesland.

## Leben
Als Sohn des Schmiedes und später ehrenamtlichen städtischen Rentmeisters Hermann Martens Faber wahrscheinlich zu Emden 1587 geboren, verließ Martin Faber früh seine Vaterstadt, um auf ausgedehnten Reisen in Italien, Frankreich und in den Niederlanden sich seinen künstlerischen Talenten entsprechend ausbilden zu lassen. Unter anderem widmete er sich in Rom dem Kupferstich.
1616 ließ er sich in Emden als Maler nieder und wurde als solcher bald weit bekannt. 1618 trat er der Emder Malergilde als Mitglied bei, die ihn später zu ihrem Ältermann wählte.
Ab 1626 vertraute man ihm eine Reihe wichtiger öffentlicher Ämter an, 1630 wurde er Colonel und noch im gleichen Jahr Präses des Collegiums der Vierziger, der obersten Vertretung der Emder Bürgerschaft. 1631 wurde er Ratsherr und ein Jahr später Deputierter für die gesamten städtischen Befestigungswerke und 1634 Stadtbaumeister.
Bis zu seinem Tod am 13. April 1648 zählte er zu den angesehensten Bürgern Emdens und ist bis heute eine der bedeutendsten Künstlerpersönlichkeiten der Stadt.

## Erhaltene Kunstwerke
- Befreiung Petri
- Königin von Saba
- Die Rückseite eines deutschen Notgeldscheins aus Emden, mit einer Darstellung des alten Hafentores, aus dem Jahr 1920.Urteil des Cambyses

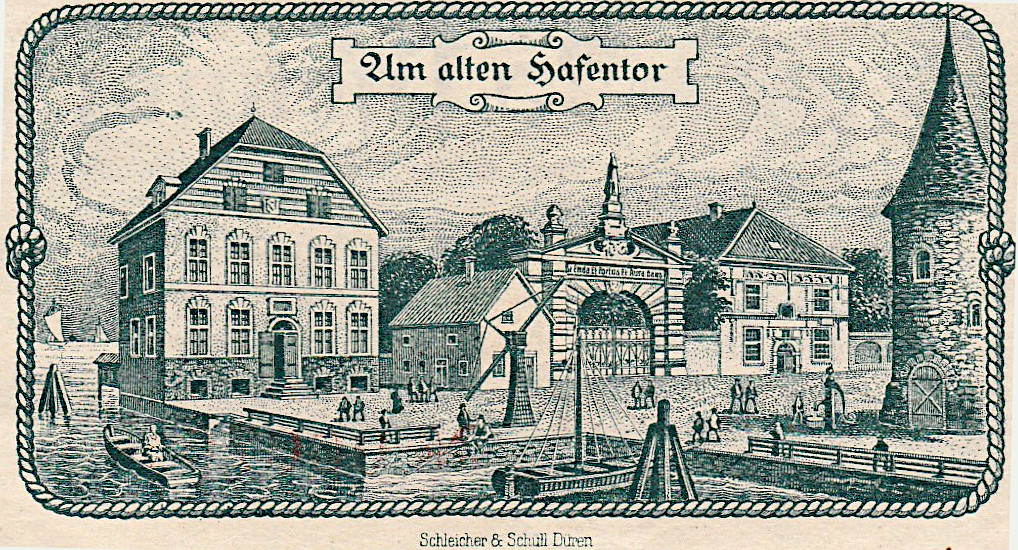
Die Rückseite eines deutschen Notgeldscheins aus Emden, mit einer Darstellung des alten Hafentores, aus dem Jahr 1920.

- Einsegnung der Almosenempfänger durch Paulus
- Selbstporträt (1613)
- Porträt des Mathematikers Johan Sems
- Wanderer bei einer Burgruine (Federzeichnung)

## Bauwerke

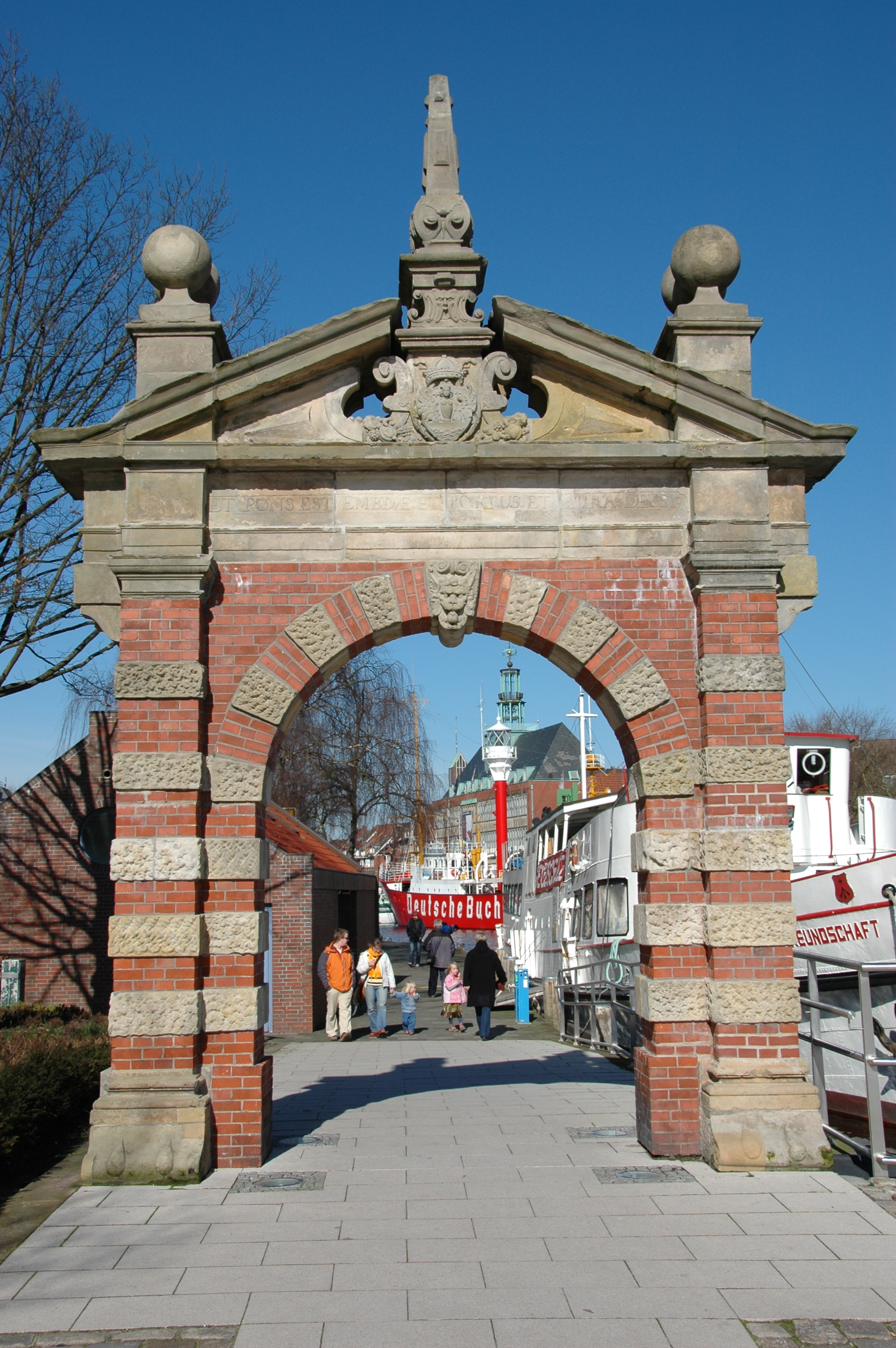
Das Hafentor in Emden

- Neue Kirche (Emden)
- Hafentor (Emden)Das Hafentor in Emden